# Aéroport de Prétoria-Wonderboom
L'aéroport Wonderboom (code IATA : PRY • code OACI : FAWB), est situé au nord de Prétoria, en Afrique du Sud.

## Situation
| Bloemfontein Mthatha Skukuza Richards Bay Polokwane/Pietersburg Pietermaritzburg Prétoria-Wonderboom Ulundi Upington Pilanesberg Le Cap Phalaborwa Port Elizabeth Kruger Mpumalanga Kimberley Mala Mala Durban George Plettenberg · Bay Hoedspruit Jo'bourg-Lanséria Jo'bourg-OR Tambo East London |

Carte statique des aéroports d'Afrique du Sud.Carte dynamique des aéroports d'Afrique du Sud.